# Josef Ettlinger
Josef Ettlinger, född 22 oktober 1869 i Karlsruhe, död 2 februari 1912 i Frankfurt am Main, var en tysk litteraturhistoriker, kritiker och översättare. Han var far till Annemarie Jeanette Neubecker.
Ettlinger promoverades till filosofie doktor 1891 på en avhandling om Christian Hofman von Hofmanswaldau. Efter att ha medarbetat i flera tidskrifter och tidningar började han 1898 att utge halvmånadsskriften "Das literarische Echo", som snabbt vann anseende och spridning. Den innehöll litteraturhistoriska och litteraturkritiska uppsatser, i synnerhet rörande samtida arbeten, från såväl Tyskland som andra länder. Dessutom redigerade Ettlinger veckokorrespondensen Salonfeuilleton, utgav 1902 en bearbetning av Des Knaben Wunderhorn och 1906 Literarische Nachlass av Theodor Fontane, över vilken han 1904 skrev en monografi (i serien Die Literatur).